# John Boehner
John Andrew Boehner (pronunciación en inglés: /ˈbeɪnər/; Reading, Ohio, 17 de noviembre de 1949) es un político estadounidense que se desempeñó como el 53° presidente de la Cámara de Representantes de los Estados Unidos entre 2011 y hasta su dimisión en octubre de 2015. Entre 1991 y 2015, representó al 8.º distrito congresional de Ohio en dicho organismo. Es miembro del Partido Republicano.  
El 2 de febrero de 2006, fue elegido líder de la mayoría después de que Tom DeLay fuera obligado a dimitir de su cargo debido a una acusación penal. El 17 de noviembre de 2006, después de la derrota republicana en las elecciones, fue elegido líder de la minoría de la Cámara para el 110.º Congreso.
Tiene una posición conservadora en la mayoría de las cuestiones. Ha trabajado para reducir los impuestos sobre la renta y la herencia. También, ha apoyado firmemente la guerra de Irak y a la administración Bush en su tiempo en el Congreso.

## Antecedentes y vida personal
Nació en Reading, Ohio, en una familia católica, y tiene 11 hermanos. Asistió a la Escuela Secundaria Moeller. Durante la guerra de Vietnam, se alistó en la Armada de los Estados Unidos. Fue licenciado después de ocho semanas de entrenamiento a causa de problemas de espalda. Titulado en economía de la Universidad de Xavier en Cincinnati, trabajó como hombre de negocios.
Vive en el condado de Butler, Ohio. Él y su esposa tienen dos hijas.

## Carrera política

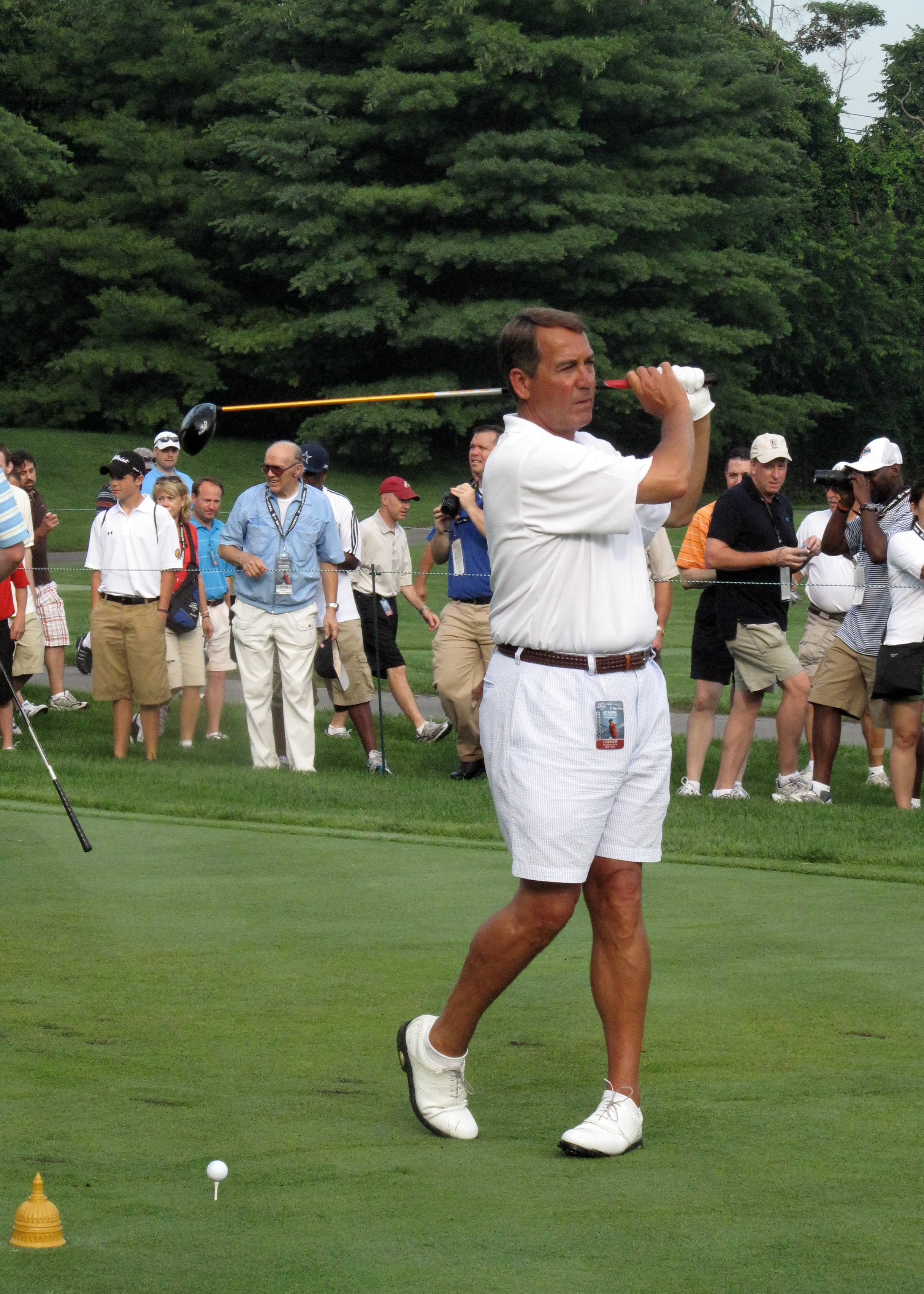
John Boehner jugando golf. Julio de 2009.

Entre 1985 y 1990, fue miembro de la Cámara de Representantes de Ohio.
En 1990, se presentó como republicano a las elecciones al Congreso, contra el representante Donald "Buz" Lukens, implicado en un escándalo sexual. Boehner, fue entonces elegido para la Cámara de Representantes en el 102.° Congreso. Desde entonces ha sido reelegido en todas las ocasiones.
Es conocido por su participación en la plataforma republicana de 1994, por su papel en la reforma de 1996 relativa a la agricultura y por la aprobación de la ley No Child Left Behind. 
En febrero de 2006, sucedió a Tom DeLay como líder de la mayoría republicana en la Cámara.
Como líder de la mayoría republicana, trató de limpiar la imagen del Congreso degradada por escándalos sexuales o escándalos de corrupción vinculados, en particular, al representante de los lobbys republicanos Jack Abramoff.
Tras la derrota de Mitt Romney en las elecciones presidenciales de 2012, el nombre de Boehner se mencionaba como un líder con potencial en un Partido Republicano por su gran éxito profesional y político.
Se opone a las medidas para frenar el calentamiento global por considerarlas perjudiciales para la economía.
El 25 de septiembre de 2015 anunció su renuncia como presidente de la Cámara de Representantes, que se hizo efectiva a finales del mes de octubre.